# Odontomyia tigrina
Odontomyia tigrina – gatunek muchówki z rodziny lwinkowatych i podrodziny Stratiomyinae.
Gatunek ten opisany został w 1775 roku przez Johana Christiana Fabriciusa jako Stratiomys tigrina.
Muchówka o ciele długości od 7 do 10 mm. Głowa jest czarna, głównie czarno owłosiona. Czułki również są czarne. Czarny tułów odznacza się niebieskim połyskiem na śródpleczu oraz żółtymi kolcami i brzegiem tarczki. Przezroczyste skrzydła cechuje rozwidlona żyłka radialna r4+5. Przezmianki mają białe główki. Odwłok głównie błyszcząco czarny, ale u samca ma żółty spód, a u samicy także śladowe żółte plamki na tylnych brzegach tergitów. Odnóża są żółto-czarne.
Brunatne larwy osiągają do 18 mm długości ciała. Rozwój przechodzą wśród roślin wodnych. Imagines są aktywne od maja do lipca. Chętnie odwiedzają kwiaty takich roślin jak marchew zwyczajna, kminek zwyczajny, pasternak zwyczajny czy kosaciec żółty.
Owad palearktyczny, w Europie znany z Francji, Wielkiej Brytanii, Belgii, Holandii, Niemiec, Szwajcarii, Austrii, Włoch, Polski, Czech, Słowacji, Węgier, Chorwacji, Rumunii, Bułgarii, Danii, Szwecji, Litwy, Białorusi, Ukrainy i Rosji. W Azji sięga aż po wschodnią Syberię.